# Phoenix theophrasti
la palmera datilera de Creta (Phoenix theophrasti) es una especie de planta fanerógama perteneciente a la familia Arecaceae.

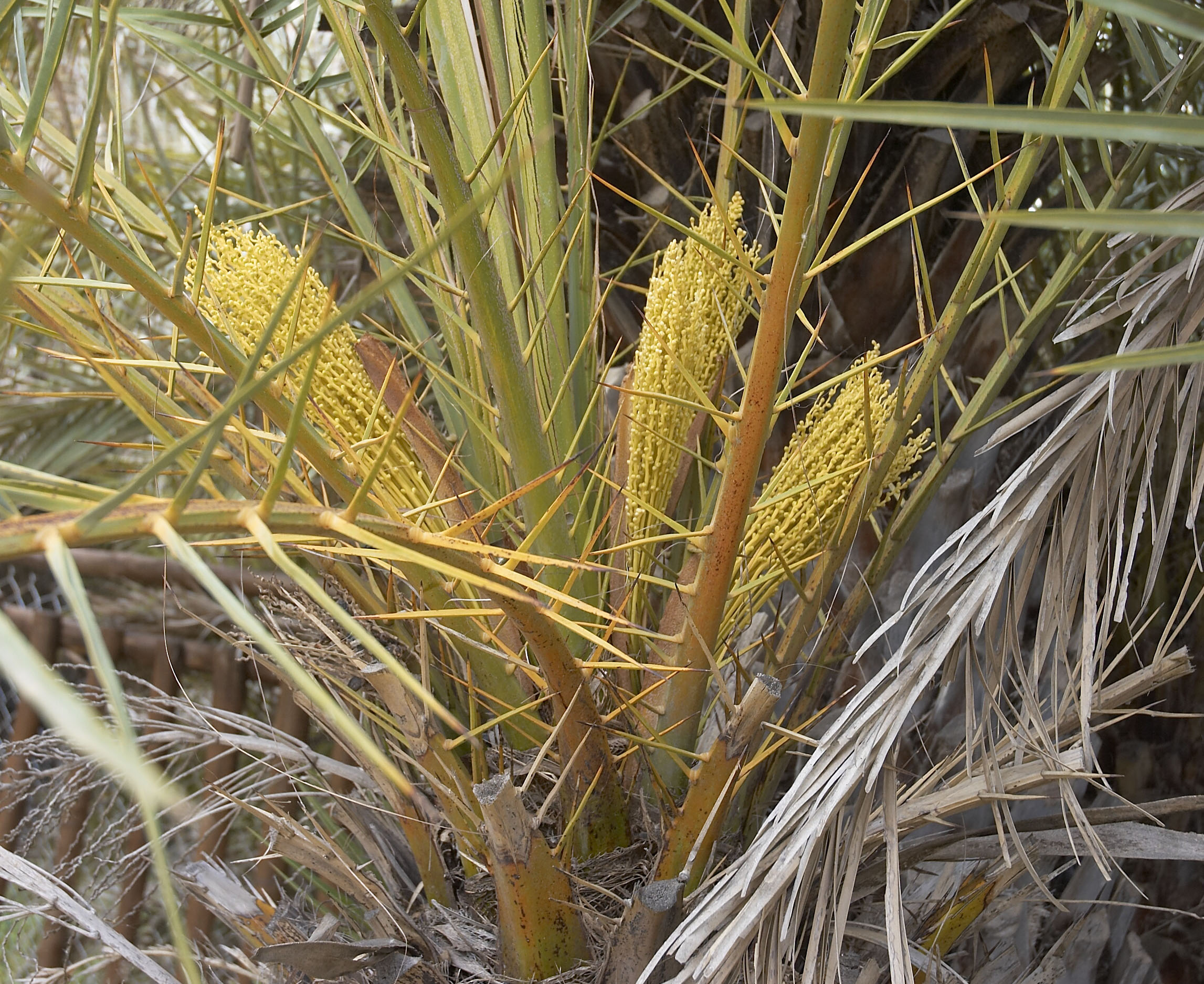
Detalle

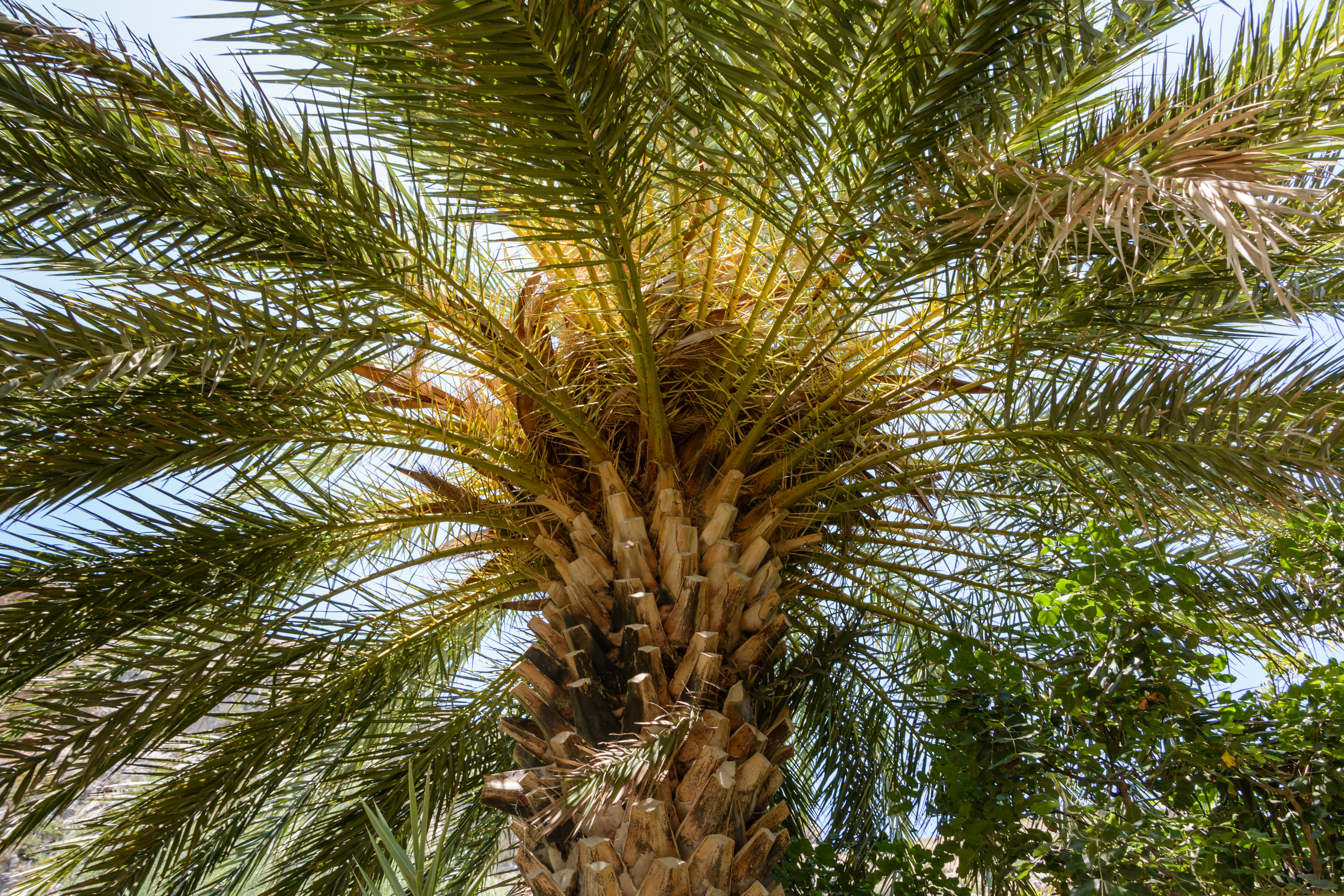
Inflorescencia

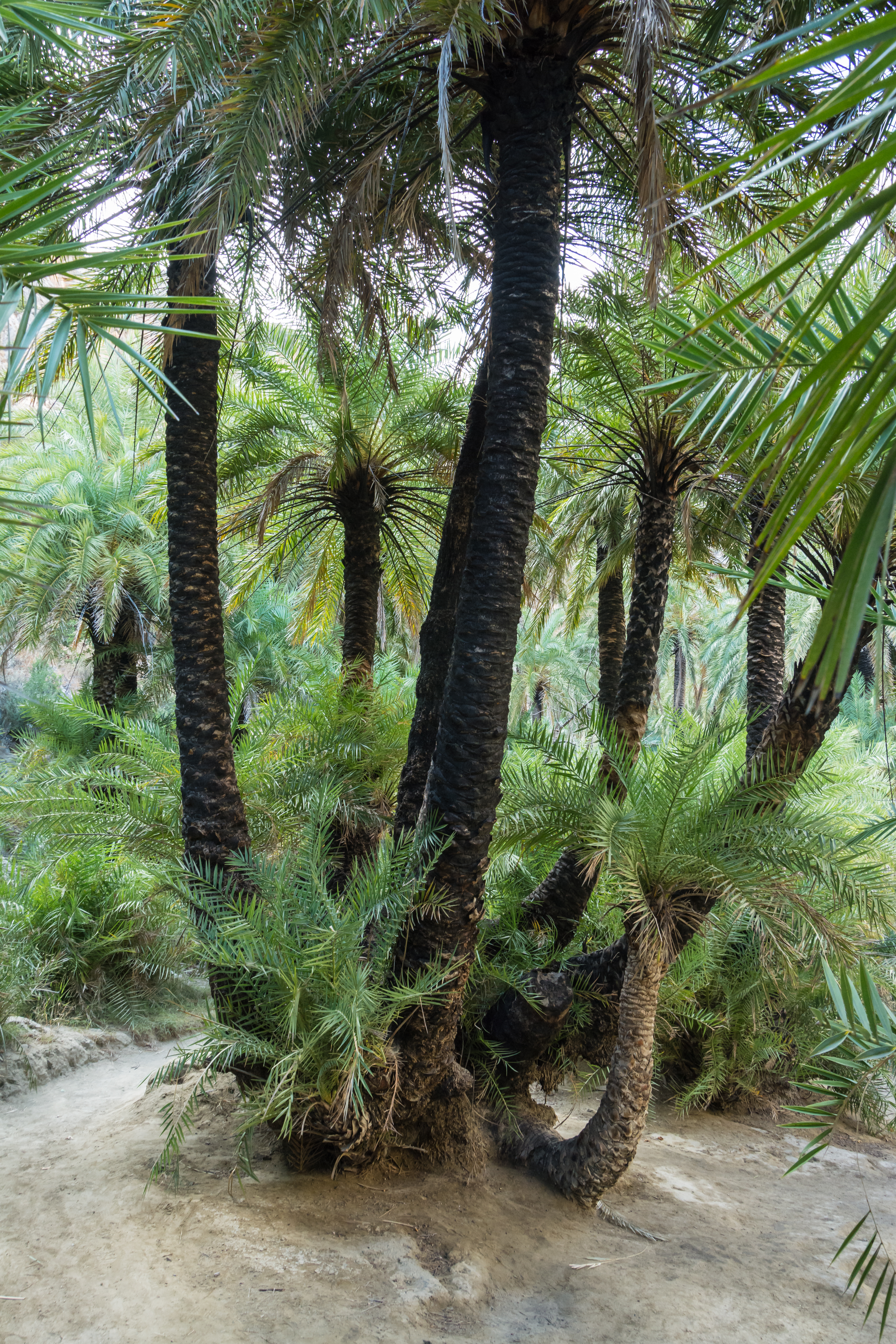
Vista de la planta

## Distribución y hábitat
La palmera datilera de Creta es una palmera nativa del este del Mediterráneo, con una distribución muy restringida, limitada al sur de Grecia, en pocos sitios en Creta y las islas cercanas, así como algunos lugares de la costa turca. En Europa, junto a la Chamaerops humilis (palmera que crece en España), son las palmeras autóctonas únicas en el territorio continental de Europa. En las islas Canarias se encuentra también la palmera canaria, Phoenix canariensis, que es ampliamente usada en el resto de Europa meridional como planta ornamental. En Turquía, es la única especie de palma nativa, aunque otras mucho más comunes se introdujeron posteriormente.

## Descripción
Aparte de que habitualmente no son comestibles y los racimos de frutas se encuentran en posición vertical, la especie de Creta puede parecer muy similar a la especie cultivada ( Phoenix dactylifera).
Phoenix theophrasti alcanza un tamaño de hasta 15 m de altura, por lo general con varios tallos delgados. Las hojas son pinnadas, de 2-3 m de largo, con numerosos folíolos lineales verde grisáceos rígidos de 15-50 cm de largo en cada lado del raquis central. Las hojas muertas se marchitan pero permanezcan unidas al tallo por años después de marchitarse. La fruta es una drupa de color marrón amarillento ovalada de 1,5 cm de largo y 1 cm de diámetro y contiene una única gran semilla; la pulpa de la fruta es demasiado delgada y fibrosa para que sea de importancia agrícola y tiene un sabor acre, aunque los frutos se comen a veces por los lugareños.

## Taxonomía
Phoenix theophrasti fue descrita por Werner Rodolfo Greuter y publicado en Bauhinia 3: 243 1967.
Etimología
Phoenix: nombre genérico que deriva de la palabra griega: φοῖνιξ ( phoinix ) o φοίνικος ( phoinikos ), nombre para la palmera datilera utilizado por Teofrasto y Plinio el Viejo. Es muy probable que se refirieran al fenicio, Phoenix, hijo de Amyntor y Cleobule en la Ilíada de Homero, o al ave fénix , el ave sagrada del Antiguo Egipto.
theophrasti: epíteto otorgado en honor de Teofrasto.  El epíteto específico theophrasti fue elegido por el botánico sueco Werner Greuter en 1967 por el hecho de que Teofrasto, el griego antiguo padre de la botánica, había descrito varios tipos de palmas, entre ellas una de Creta.